# Александровка (Суєтський район)
Алекса́ндровка (рос. Александровка) — село у складі Суєтського району Алтайського краю, Росія.

## Населення
Населення — 542 особи (2010; 646 у 2002).
Національний склад (станом на 2002 рік):
- росіяни — 71 %